# Benjamin Mkapa National Stadium

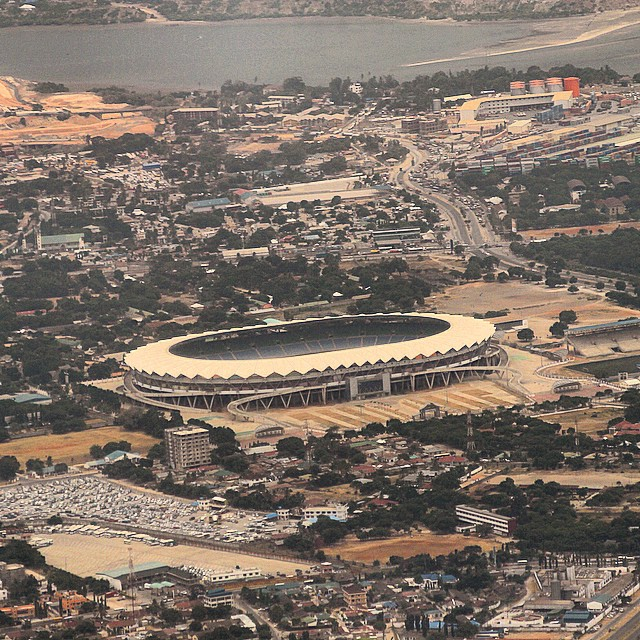

Benjamin Mkapa National Stadium to wielofunkcyjny stadion w Dar es Salaam w Tanzanii, nazwany po 3. prezydencie Tanzanii Benjaminie Mkapie. Jest obecnie używany głównie dla meczów piłki nożnej. Obecnie mieści 60 000 osób. Stadion został otwarty w 2007 roku. Obiekt kosztował 56.4 miliardów szylingów tanzańskich. Został zbudowany przez Beijing Construction Engineering Company Limited. Tanzania zapłaciła 25 miliardów szylingów tanzańskich, a Chiny dodały resztę. Kompleks jest zgodny ze standardami FIFA i olimpijskimi. Zastąpił William Mkapa Stadium jako stadion narodowy.